# Muldraugh
Muldraugh és una població dels Estats Units a l'estat de Kentucky. Segons el cens del 2000 tenia 1.298 habitants.

## Demografia
Segons el cens del 2000, Muldraugh tenia 1.298 habitants, 519 habitatges, i 319 famílies. La densitat de població era de 879,2 habitants/km².
Dels 519 habitatges en un 34,7% hi vivien nens de menys de 18 anys, en un 38,2% hi vivien parelles casades, en un 17% dones solteres, i en un 38,5% no eren unitats familiars. En el 30,8% dels habitatges hi vivien persones soles el 6% de les quals corresponia a persones de 65 anys o més que vivien soles. El nombre mitjà de persones vivint en cada habitatge era de 2,5 i el nombre mitjà de persones que vivien en cada família era de 3,12.
Per edats la població es repartia de la següent manera: un 28,2% tenia menys de 18 anys, un 13,6% entre 18 i 24, un 34,7% entre 25 i 44, un 16,4% de 45 a 60 i un 7,1% 65 anys o més.
L'edat mediana era de 29 anys. Per cada 100 dones de 18 o més anys hi havia 107,6 homes.
La renda mediana per habitatge era de 29.712 $ i la renda mediana per família de 31.625 $. Els homes tenien una renda mediana de 27.955 $ mentre que les dones 20.450 $. La renda per capita de la població era de 13.318 $. Entorn del 19,5% de les famílies i el 20,7% de la població estaven per davall del llindar de pobresa.

## Poblacions més properes
El següent diagrama mostra les poblacions més properes.